# Stilobad
Het Stilobad (Stichting Lichamelijke Opvoeding-bad) (voorheen Sportfondsenbad) was het eerste overdekte zwembad in Zwolle.
Het aan de Turfmarkt liggende Sportfondsenbad werd in 1933 in gebruik genomen, en bevatte een bassin van 13,5 bij 25 meter en een springtoren van 3 meter hoog. De glazen zuidwand kon in de zomer omhoog worden geschoven. Na 20 jaar werd het zwembad gerestaureerd en kwam er een nieuwe naam, STILO.
Met de komst van het Hanzebad in 1991 werd het bad buiten gebruik genomen en gesloopt. De naam Stilo valt nog terug te vinden in de Stilohal, een sportzalencomplex.
In het Stilobad bevond zich een groot mooi metselwerk aan de muur, welke verplaatst is naar het Hanzebad.
Op de oude locatie van het Stilobad bevindt zich nu het appartementencomplex 'De Philosoof'. De straat is omgedoopt in Stilobadstraat.